# Coussi
Coussi est un arrondissement situé dans le département de l'Atlantique au Bénin.  Il est placé sous juridiction administrative de la commune de Toffo.

## Histoire
Coussi devient officiellement un arrondissement le 27 mai 2013 après la délibération  et l'adoption par l'assemblée nationale du benin en sa séance du 15 février 2013 de  la loi n° 2013-05  du 15/02/2013 portant création, organisation, attributions et fonctionnement des unités administratives  locales en République du Bénin.

### Administration
Coussi fait partie des 7 arrondissements que compte la commune de Toffo. Dans l'arrondissement, on dénombre 09 quartiers et villages qui sont:
- Abolou
- Adjaho
- Agaga
- Agbaga
- Agblomè
- Ahogbèmè
- Cassagbo
- Dowa
- Honli[4]

### Population
Selon le recensement général de la population et de l'habitation (RGPH4) de l'institut national de la statistique et de l'analyse économique (INSAE) au Bénin en 2013:
| Indicateur           | 2013   |
| -------------------- | ------ |
| Nombre de ménages    | 3044   |
| Population féminine  | 10 396 |
| Population masculine | 8383   |
| Population totale    | 16375  |